# Albert Folens
Albert Joseph Folens (Bissegem, 15 oktober 1916 - Enniskerry, 9 september 2003) was een uitgever van Belgische afkomst die vanaf 1958 educatief materiaal begon te publiceren in Ierland. Het bedrijf dat hij oprichtte, Folens, is nog steeds een belangrijke educatieve uitgeverij.

## Activiteit als auteur
Folens schreef het Ierse boek Aiséirí Flóndrais ("De opstanding van Vlaanderen"), waarin hij de Vlaamse bewustwording en de emancipatie van het Nederlands tegenover het Frans in Vlaanderen beschreef. Hierin legde hij verbanden tussen de situatie van het Nederlands in Vlaanderen en die van het Iers in Ierland.

## Beschuldigingen van collaboratie
Folens was lid van het Vlaams Legioen, een eenheid van Vlaamse vrijwilligers die in de Tweede Wereldoorlog aan de zijde van de Duitse bezetter streed. Toen het Vlaams Legioen ingelijfd werd bij de Waffen-SS, weigerden Folens en zijn kapitein de eed aan Hitler af te leggen. Zij hadden immers alleen trouw gezworen aan Hitler als aanvoerder in de strijd tegen het bolsjevisme; volgens de SS-eed moesten zij Hitler ook als staatshoofd erkennen, wat in strijd was met het onafhankelijkheidsstreven van de Vlamingen. Nog voor de strijd begon keerde Albert Folens terug naar België om er als vertaler te werken. Na de Tweede Wereldoorlog werd hij tot 10 jaar gevangenis veroordeeld wegens collaboratie, omdat zijn naam in CROWCASS, een lijst van verdachte collaborateurs, verscheen. Hij beweerde dat hij alleen vertaalwerk gedaan had voor de Duitsers. Na 30 maanden in de gevangenis ontsnapte hij en wist samen met zijn vrouw Juliette Ierland te bereiken.